# Amphipteryx agrioides
Amphipteryx agrioides (tên tiếng Anh: Montane Relict Damsel) là một loài chuồn chuồn kim thuộc họ Amphipterygidae. Loài này có ở Guatemala, Honduras, México, và có thể cả Colombia. Môi trường sống tự nhiên của chúng là vùng núi ẩm nhiệt đới hoặc cận nhiệt đới và sông ngòi. Chúng hiện đang bị đe dọa vì mất môi trường sống.